# Velloziella dracocephaloides
Velloziella dracocephaloides är en snyltrotsväxtart som först beskrevs av Vell., och fick sitt nu gällande namn av Henri Ernest Baillon. Velloziella dracocephaloides ingår i släktet Velloziella och familjen snyltrotsväxter. Inga underarter finns listade i Catalogue of Life.